# Vol UTA 772
Pour les articles homonymes, voir DC-10.
Le vol UTA 772 est un vol international régulier de la compagnie aérienne française Union de transports aériens (UTA), opéré par un McDonnell Douglas DC-10 reliant Brazzaville, en république du Congo, à Paris, en France, avec une escale prévue à N'Djaména, au Tchad, le 19 septembre 1989. Il est victime d'un attentat à la bombe : l'avion explose au-dessus du désert du Ténéré, près de Bilma au Niger, tuant sur le coup les 170 passagers et membres d'équipage. Il s'agit de l'attentat aérien le plus meurtrier survenu au Niger.

## Avion
L'appareil impliqué est un McDonnell Douglas DC-10-30, un avion gros-porteur immatriculé N54629 (numéro de série MSN 46852/125), il est fabriqué en 1973 et a effectué son premier vol le 13 mars de cette année, avant d'être livré le 1er mai suivant à la compagnie Union de transports aériens (UTA). Au moment de l'accident, il s'agissait du 125e DC-10 construit par McDonnell Douglas : il totalise 14 777 cycles (décollage/atterrissage) et 60 276 heures de vol. Il était équipé de trois turboréacteurs à double flux General Electric CF6-50C2R.
Le commandant de bord, Georges Raveneau (40 ans), est un pilote expérimenté, totalisant 11 039 heures de vol à son actif, dont 2 723 sur DC-10. Le copilote, Jean-Pierre Hennequin (38 ans), totalisait 6 442 heures de vol, dont seulement 28 sur DC-10. Le copilote de relève, Michel Crézé (41 ans), totalise 8 357 heures de vol, dont 754 sur DC-10. Le mécanicien navigant, Alain Bricout (28 ans), totalisait 597 heures de vol, dont 180 sur DC-10.

## Description

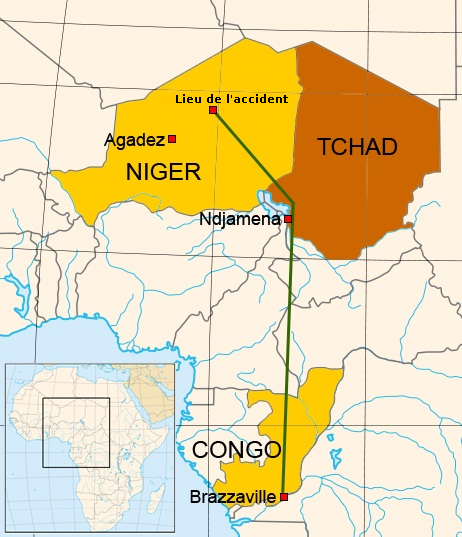
La route prise par le vol 772.

Le vol 772, en provenance de Brazzaville, décolle le 19 septembre 1989 de N'Djaména, à destination de Paris, pour un vol sans escale au-dessus du Niger, du Sahara algérien et de la mer Méditerranée. Vingt minutes après le décollage, à 12 h 30 GMT, le commandant de bord ne signale aucune anomalie à bord au contrôle aérien. Vingt minutes plus tard, il aurait dû entrer de nouveau en contact radio pour signaler la position de l'appareil. 
Dans l'après-midi sont lancées les recherches. Un avion militaire français - C-160 Transall - basé au Tchad découvre les débris de l'avion le lendemain, à 650 km au nord de N'Djaména.
Il n'y a aucun survivant parmi les 170 occupants de l'appareil. Parmi les passagers se trouvaient le ministre tchadien du Plan et de la Coopération, qui se rendait à la réunion du Fonds monétaire international, à Washington, ainsi que l'épouse de l'ambassadeur des États-Unis à N'Djaména,.

## Victimes
142 Français en tout incluant double nationalité. Nationalité des victimes de l'attentat : 
| Nationalité                           | Nombre de morts |
| ------------------------------------- | --------------- |
| France                                | 54              |
| République populaire du Congo/ France | 48              |
| Tchad/ France                         | 25              |
| Italie                                | 9               |
| États-Unis                            | 7               |
| Cambodge/ France                      | 5               |
| Royaume-Uni                           | 4               |
| Zaïre/ France                         | 3               |
| Canada                                | 3               |
| République centrafricaine/ France     | 2               |
| Mali/ France                          | 2               |
| Suisse                                | 2               |
| Algérie/ France                       | 1               |
| Belgique                              | 1               |
| Bolivie                               | 1               |
| Grèce                                 | 1               |
| Maroc/ France                         | 1               |
| Sénégal/ France                       | 1               |
| Total                                 | 170             |

## Enquête
L'attentat n'est pas revendiqué. Quelques semaines auparavant, la Libye et le Tchad avaient signé un accord frontalier, présageant une détente dans le conflit entre ces deux pays. Plusieurs hypothèses sont évoquées par les services français, qui mènent l'enquête. D'abord la situation géopolitique au Congo, ensuite celle moyen-orientale. Les enquêteurs évoquent l'Iran, le Hezbollah libanais ou encore la Syrie. La flotte française a effectué des manœuvres au large du Liban durant l'été.
Finalement, il apparaît que l'attaque a été organisée par le pouvoir libyen du colonel Kadhafi. En effet, la Jamahiriya arabe libyenne, en conflit avec le Tchad, avait entrepris d'envahir ce pays durant le conflit tchado-libyen. La France (opération Épervier) et les États-Unis étaient intervenus militairement pour contrecarrer cette tentative.
Une instruction est ouverte par le Parquet de Paris le 23 septembre 1989. L'enquête du juge Jean-Louis Bruguière permet d'identifier six ressortissants libyens, hauts fonctionnaires des services secrets et de la diplomatie libyenne :
- Abdallah Senoussi, beau-frère de Mouammar Kadhafi, vice-président des services de renseignement libyens. Il a fourni l’engin explosif de l’attentat, donné les instructions et contrôlé les opérations. Il est impliqué dans l'enquête sur le financement illégal de la campagne présidentielle de Nicolas Sarkozy, à la suite de plusieurs éléments révélant des échanges d'argent avec Claude Guéant[7].
- Abdelsalam Hammouda, collaborateur de Senoussi et membre des services secrets libyens. Il était responsable de la coordination de la préparation de l'attentat.
- Abdallah Elazragh, premier conseiller à l’ambassade de Libye à Brazzaville. Il a remis son billet d'avion au porteur de la bombe placée dans une valise.
- Ibrahim Naeli et Arbas Musbah, membres des services secrets libyens, spécialistes en explosifs et en questions aériennes. Ils ont vérifié l’engin explosif avant de le remettre à Elazragh.
- Issa Shibani, membre des services secrets libyens, a acheté le minuteur — dont un fragment a été retrouvé dans les débris.

En 1999, la cour d’assises spéciale de Paris a condamné par contumace les six accusés. Un mandat d'arrêt international est lancé à leur encontre.

## Suites de l'enquête
Ces différentes actions n'étant pas suivies d'effet, une plainte a été déposée contre le colonel Kadhafi le 15 juin 1999, par S.O.S. Attentats et la sœur de l'une des victimes.
Cette demande a été rejetée par la Cour de cassation, par arrêt du 13 mars 2001.
Le 11 septembre 2001, une plainte a été déposée contre la France devant la Cour européenne des droits de l'homme pour déni de justice.
Cette décision a donné lieu à la publication par S.O.S. Attentats de deux ouvrages collectifs : Le Livre Noir, 2002 et Terrorisme, victimes et responsabilité pénale internationale, ainsi qu'à la tenue, le 5 février 2002, d’un colloque international présidé par Philippe Kirsch à l'Assemblée nationale,.
En février 2002, des négociations sont entamées par Guillaume Denoix de Saint Marc, qui a perdu son père dans l'attentat, et la veuve de celui-ci. Ils rencontrent Saïf al-Islam Kadhafi, un des fils du colonel alors en déplacement à Paris, ainsi que les représentants de la Fondation Kadhafi qu'il dirige.
Après avoir consulté les autres familles, ils créent le collectif « Les familles du DC10 UTA en colère ! » regroupant tous les ayants droit concernés, quelle que soit leur nationalité, soit plus de 1 500 personnes. Ce collectif va conduire de difficiles négociations durant deux ans avec la partie libyenne, au cours de plusieurs tournées qui se dérouleront à Tripoli et à Paris. Les négociateurs seront Guillaume et Emmanuelle Denoix de Saint Marc, épaulés de Valéry Denoix de Saint Marc, avocat et cousin germain de Guillaume.
Le 16 octobre 2002, une plainte est déposée aux États-Unis sur le fondement du dossier d'instruction français fourni par S.O.S. Attentats aux avocats américains.
Le 23 octobre 2002, lors de la première visite du ministre des Affaires étrangères libyen, M. Chalgham, à Paris, le collectif « Les familles du DC10 UTA en colère ! » organise une grande manifestation de protestation sur l'esplanade des Invalides, à laquelle est invitée S.O.S. Attentats.
Le 1er septembre 2003, dans un discours à l'occasion du 34e anniversaire de son coup d'État, le président libyen déclare : « Le problème lié à l'affaire UTA et l'affaire Lockerbie est derrière nous. Nous ouvrons une nouvelle page dans nos relations avec l'Occident ». Le 10 septembre 2003, « Les familles du DC10 UTA en colère ! » signent un accord intermédiaire avec la Libye, permettant la levée des sanctions de l'ONU le 13 septembre 2003. Quelques semaines plus tard à l'ONU, la Libye reconnaîtra formellement sa responsabilité pour les activités des fonctionnaires libyens concernant les deux attentats du DC-10 d'UTA et de Lockerbie.
Les victimes de l'attentat de Lockerbie sont dédommagées par la Libye. Dès lors, les Britanniques et les Américains souhaitent la levée des sanctions contre la Libye alors qu'à la suite de la pression médiatique et du lobbying exercés par les « Familles du DC10 UTA en colère ! » la France insistait pour attendre qu'un accord sur l'indemnisation des victimes du DC-10 d'UTA soit signé avec les associations de victimes[pas clair].
Le 9 janvier 2004, le collectif « Les familles du DC10 UTA en colère ! » a signé avec les représentants libyens de la Fondation Kadhafi un accord concernant un dédommagement d'un million de dollars pour chacune des familles des 170 victimes. Par décision du 4 octobre 2006, la Cour de justice de l'Union européenne a rayé de son rôle la plainte déposée par Mme de Castelnau et S.O.S. Attentats contre la France. Par décision du 15 janvier 2008, un juge fédéral américain a condamné le gouvernement libyen et six de ses hauts responsables à payer environ six milliards de dollars de dommages-intérêts pour l'attentat commis le 19 septembre 1989 contre le DC 10 de la compagnie aérienne française UTA (vol UT 772).
Une quarantaine de proches des victimes françaises de l’attentat, dont Guillaume Denoix de Saint Marc, le président et porte-parole de l'association Les Familles de l'Attentat du DC10 d'UTA , se portent partie civile au procès de l’affaire du financement libyen de la campagne présidentielle de 2007 ou Affaire Sarkozy-Kadhafi entre le 6 janvier et le 10 avril 2025 après la publication, dans les journaux, d'extraits de l'acte d'accusation, portant notamment sur la réhabilitation judiciaire d’Abdallah Senoussi . 
En mars 2024, des archives d’Abdallah Senoussi récupérées par le militant lybien Samir Shegwara et vérifiées par les journalistes français d’investigation Karl Laske et Vincent Nouzille mettent en cause avec de nouveaux éléments Abdallah Senoussi et l’artificier des services secrets libyens Abu Agila Masud (Abou Agila Mohammad Mas’ud Kheir Al-Marini) à la fois sur les attentats du DC10 UTA et de Lockerbie,,,.

## Mémorial

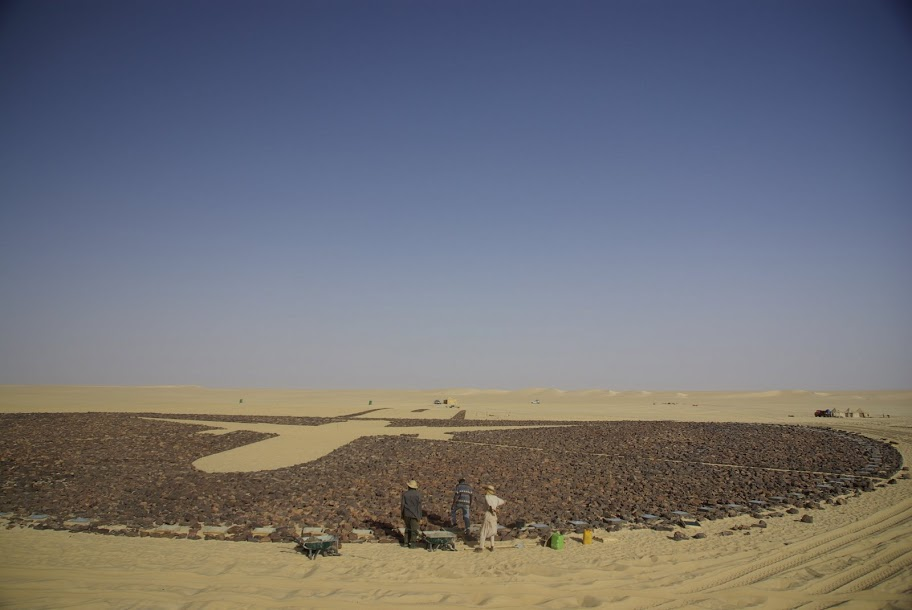
Mémorial du vol 772 de l'UTA.

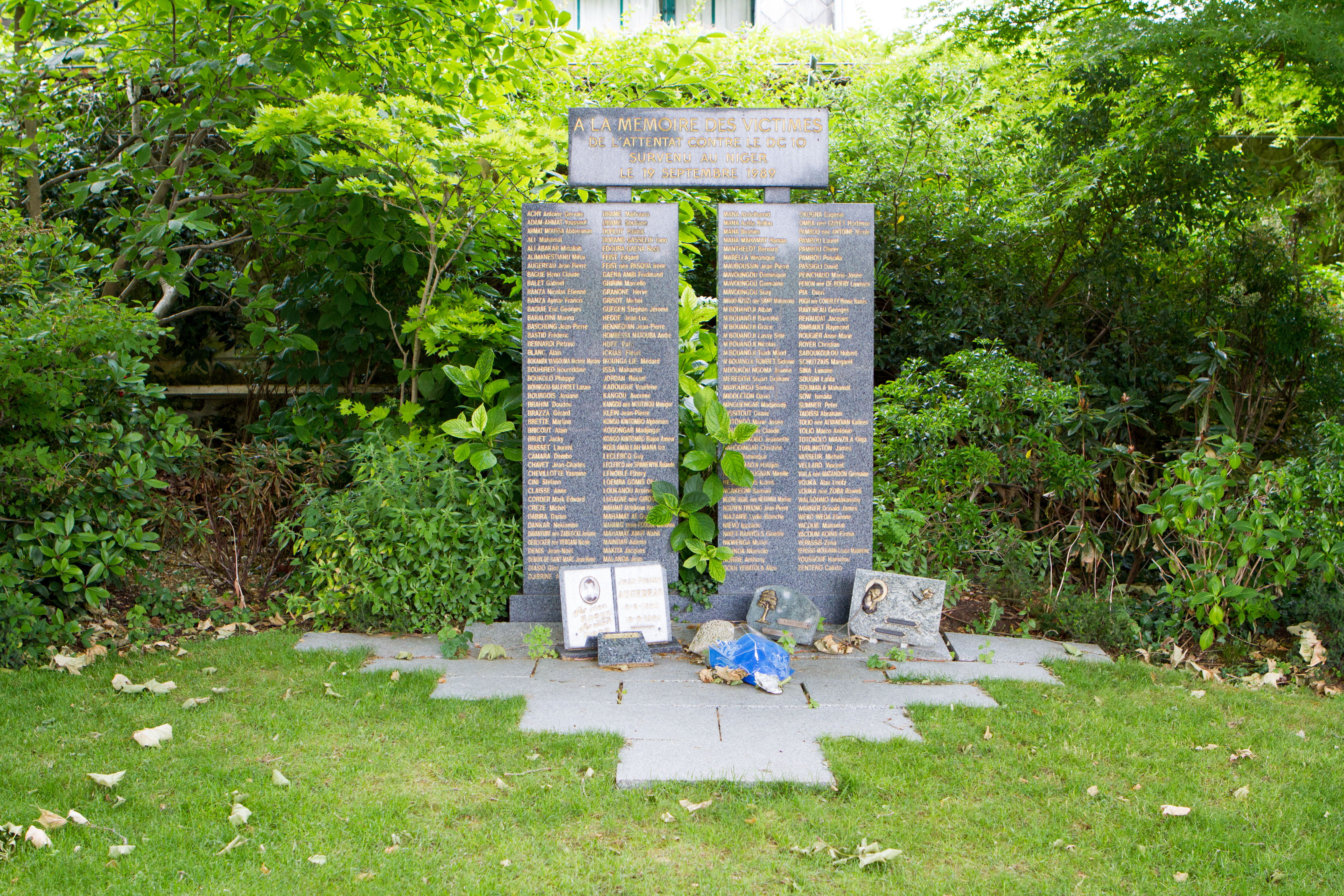
Mémorial au cimetière du Père-Lachaise.

Un mémorial a été construit dans le désert du Ténéré par « Les Familles de l'Attentat du DC10 UTA », association membre de l'association française des victimes du terrorisme, avec un financement de la Fondation de l'attentat du DC10. Son coût de 400 000 euros a été couvert grâce aux intérêts des indemnités payées par la Libye.
Le mémorial est situé à 10 km du site du crash (coordonnées : 16° 51′ 54″ N, 11° 57′ 13″ E), ceci afin qu'il puisse être vu depuis les avions suivant la même route aérienne que le vol 772 et pour préserver le site de l'accident où subsistent encore de nombreux débris. 
Le monument a été construit à l'initiative de Guillaume Denoix de Saint Marc qui avait mené la négociation avec la Libye, en vue du dédommagement. Il s'est rendu en mission exploratoire sur le site du crash en mars 2007 avec trois autres victimes et la construction du mémorial s'est déroulée en juin 2007.
Le mémorial est situé sur un point culminant, à 419 m d'altitude, au milieu de cordons dunaires. Il est constitué d'un disque de 80 mètres de diamètre qui a été créé en disposant 150 tonnes de pierres noires sur le sol clair. En creux, au centre du disque, on distingue la silhouette d'un DC-10 grandeur nature. Il est orienté selon le cap 318° tenu avant le crash. Cent soixante-dix miroirs reposant sur des supports en béton sont disposés autour du cercle tous les 2° à l'exception de 20° au nord. Les miroirs ont été cassés pour représenter les vies brisées de chaque victime de l'attentat. Le reflet aléatoire qu'ils produisent augmente la visibilité du site. L'une des ailes de l'avion, récupérée sur site, est disposée verticalement au bord du disque. Elle indique le nord et le nom des victimes y est inscrit. Les quatre points cardinaux sont représentés par des triangles de pierres noires. Trois traînées de réacteurs sont matérialisées par des mini-dunes formées par le sable le long de murets édifiés sur 200 m de long.
La construction du mémorial en un lieu très isolé géographiquement et où la chaleur est intense, a constitué un véritable défi logistique. Les 150 tonnes de pierres noires ont dû être acheminées par camion sur 50 km. Le chantier qui s'est déroulé en six semaines a employé 130 à 140 personnes, Touaregs, Toubous et Haoussas : des ouvriers, cuisiniers et mécaniciens recrutés à Agadez. Une grande partie du travail s'est déroulée à la main,. Il a fallu creuser un puits à une vingtaine de kilomètres du mémorial pour les besoins du chantier.
Ce monument n'est pas bien identifiable depuis le sol et ne reste visible dans sa totalité que depuis un avion, voire de Google maps,.
Trois autres monuments édifiés en hommage aux victimes existent. L'un a été érigé à N'Djamena, une stèle a été placée au cimetière du Père-Lachaise (77e division) à Paris et un mémorial existe à Brazzaville. Dans le Ténéré, une première stèle avait été érigée au milieu des débris de l'appareil par des collègues des trois employés d'Exxon morts dans l'attentat, à l'occasion d'une mission d'exploration dans la zone,.

## Dans la culture
Le rappeur Abd al Malik, dans son album Gibraltar (2006), consacre la chanson Le Grand frère à l'un de ses proches, Hubert Saboukoulou, victime de l'attentat. Il en est également question dans son livre Qu'Allah bénisse la France, 2004.
L’écrivain Gérard de Villiers s’inspire des événements dans le volume n°101 de la série d’espionnage SAS, La piste de Brazzaville, paru en 1991. Un des protagonistes du roman explique le mobile du régime libyen, dont les services auraient planifié l’attentat : « Pour se venger du président Sassou N’Guesso qui se rapproche trop des États-Unis. Le colonel Kadhafi est furieux. Il voulait donner un avertissement au Congo ».